# Spoorlijn Boden - Bräcke
De spoorlijn Boden - Bräcke ook wel Stambanan Norrland genoemd, (officieel: Stambanan genom övre Norrland) is een Zweedse spoorlijn tussen Boden en Bräcke. De lijn loopt door de provincies Norrbottens län, Västerbottens län en Jämtlands län.

## Geschiedenis
Het traject werd door de Statens Järnvägar (SJ) tussen 1883 en 1894 in fases geopend.

## Treindiensten

### SJ
De Statens Järnvägar verzorgt vanaf juli 2008 het personenvervoer op dit traject met stop- en slaaptreinen.
- 30: Narvik - Kiruna C - Boden C - Luleå C
  - Arctic Circle Train: Narvik - Boden - Luleå C (K) - Boden C (K) - Umeå C - Örnsköldsvik C - Sundsvall C - Gävle C - Arlanda C - Uppsala C - Stockholm C
- 40: Luleå C - Boden C (K) - Umeå C - Vännäs - Ånge - Gävle C - Uppsala C - Stockholm C / Gävle C - Avesta Krylbo - Västerås C - Örebro C - Hallsberg - Skövde C - Herrljunga - Göteborg C
  - sinds 2010 niet meer via Vännäs, Mellansel, Långsele, Bräcke en Ånge. In plaats van dit route wordt de Botniaroute en Ådalen-lijn gereden

Lijn 30 werd ook bij Norrtåg gereden. Met treinen van het type Coradia Nordic aaduidigd als X62 rijden er dagelijks drie treinen in elke richting
De zogenoemde Arctic Circle Train valt onder de dienstregeling van routes 30 en 40

### Veolia
De Veolia verzorgde tot juli 2008 het personenvervoer op dit traject met stop- en slaaptreinen.
- 30: Narvik - Kiruna C - Boden C - Luleå C
- 40: Luleå C - Boden C (k) - Umeå C (k) - Vännäs - Ånge - Gävle C - Uppsala C - Stockholm C - Göteborg C

### Norrtåg/Botniatåg/Arriva
De Arriva verzorgt sinds 2010, onder de naam Norrtåg, het personenvervoer op dit traject met sneltreinen
- 33: Umeå C - Vännäs (k) alleen op weekends - Vindeln - Älvsbyn - Boden (k) - Luleå

Als bij route 34 is station Vännäs alleen op de weekends bediend, anders worden de andere kant van de driehoekspoor gereden.

## Aansluitingen
In de volgende plaatsen was of is er een aansluiting van de volgende spoorwegmaatschappijen:

### Boden
- Malmbanan spoorlijn tussen Luleå en Narvik
- Haparandabanan spoorlijn tussen Boden en Haparanda

### Älvsbyn
- Piteåbanan spoorlijn tussen Piteå en Älvsbyn

### Jörn
- Jörn - Arvidsjaur spoorlijn tussen Jörn en Arvidsjaur

### Bastuträsk
- Skellefteåbanan spoorlijn tussen Bastuträsk en Skelleftehamn

### Hällnäs
- Storuman - Hällnäs spoorlijn tussen Storuman en Hällnäs

### Vännäs
- Vännäs - Umeå - Holmsund spoorlijn tussen Vännäs en Umeå naar Holmsund

### Mellansel
- Mellansel - Örnsköldsvik spoorlijn tussen Mellansel en Örnsköldsvik

### Forsmo
- Forsmo - Hoting spoorlijn tussen Forsmo en Hoting

### Långsele
- Ådalsbanan spoorlijn tussen Sundsvall en Långsele

### Bräcke
- Mittbanan spoorlijn tussen Storlien en Sundsvall

## ATC
Het traject is voorzien van het zogenaamde Automatische Tågkontroll (ATC).

## Elektrische tractie
Het traject werd tussen 1939 en 1942 geëlektrificeerd met een spanning van 15.000 volt 16 2/3 Hz wisselstroom.

## Afbeeldingen

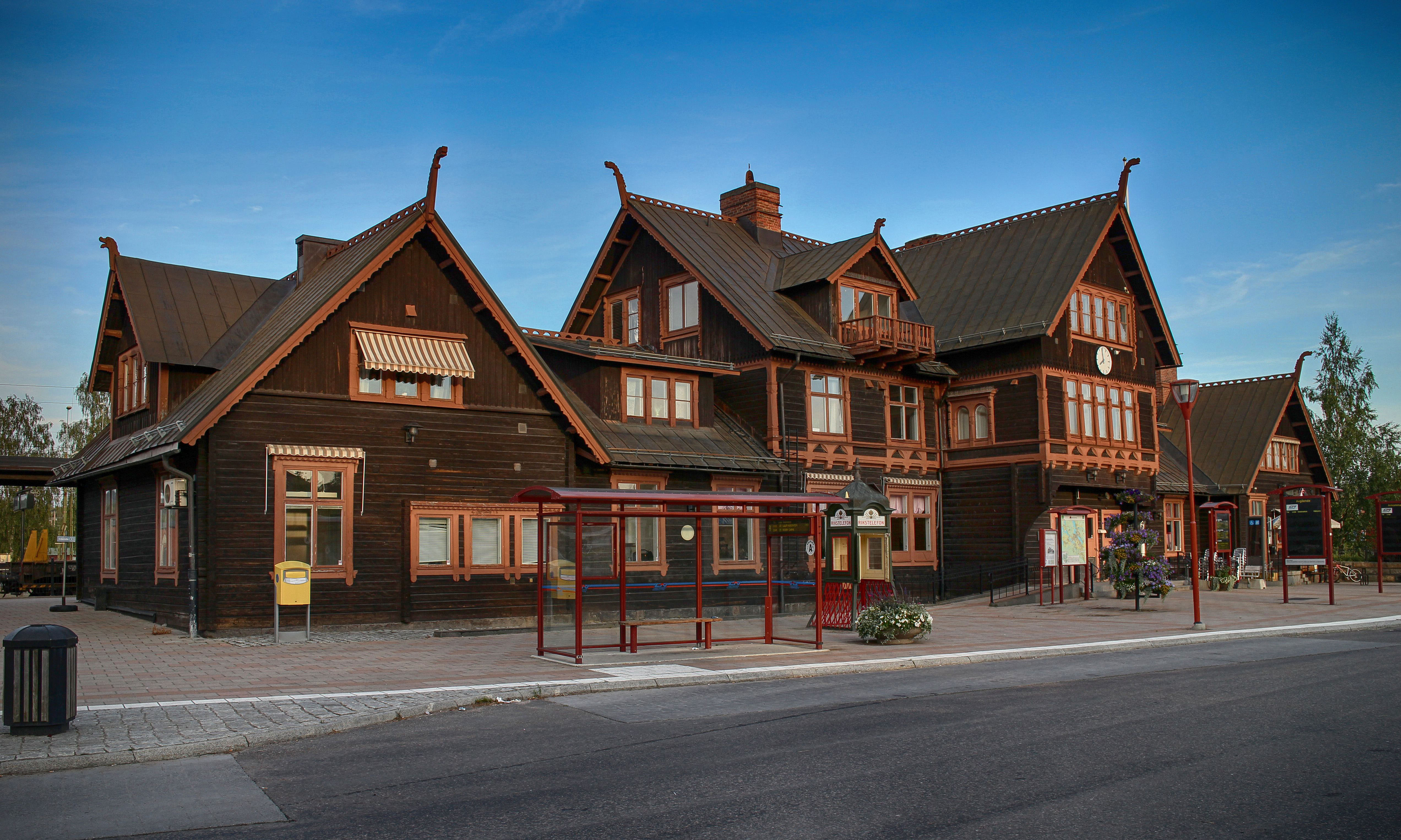
Station Boden
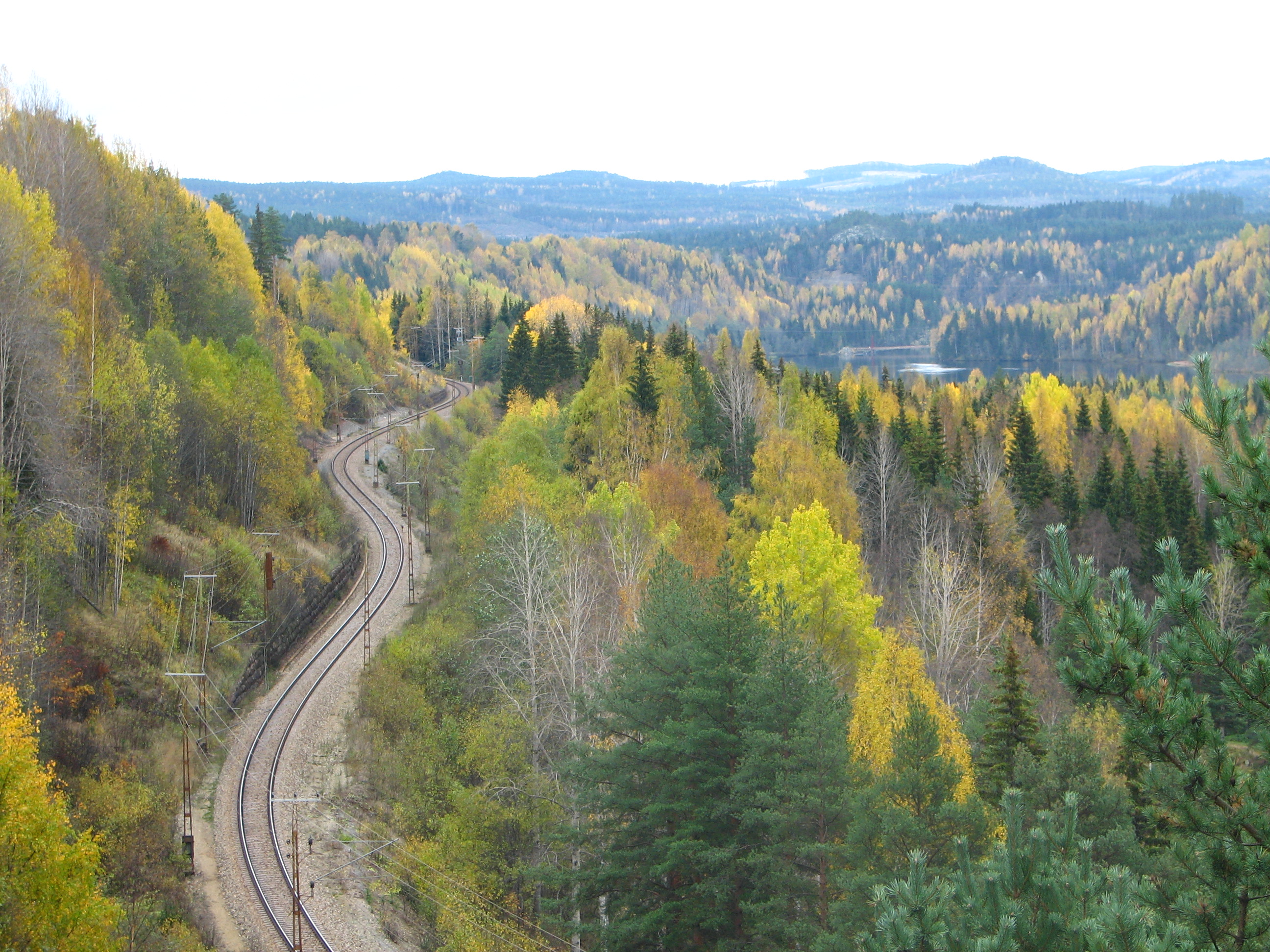
Bij Hammarstrand
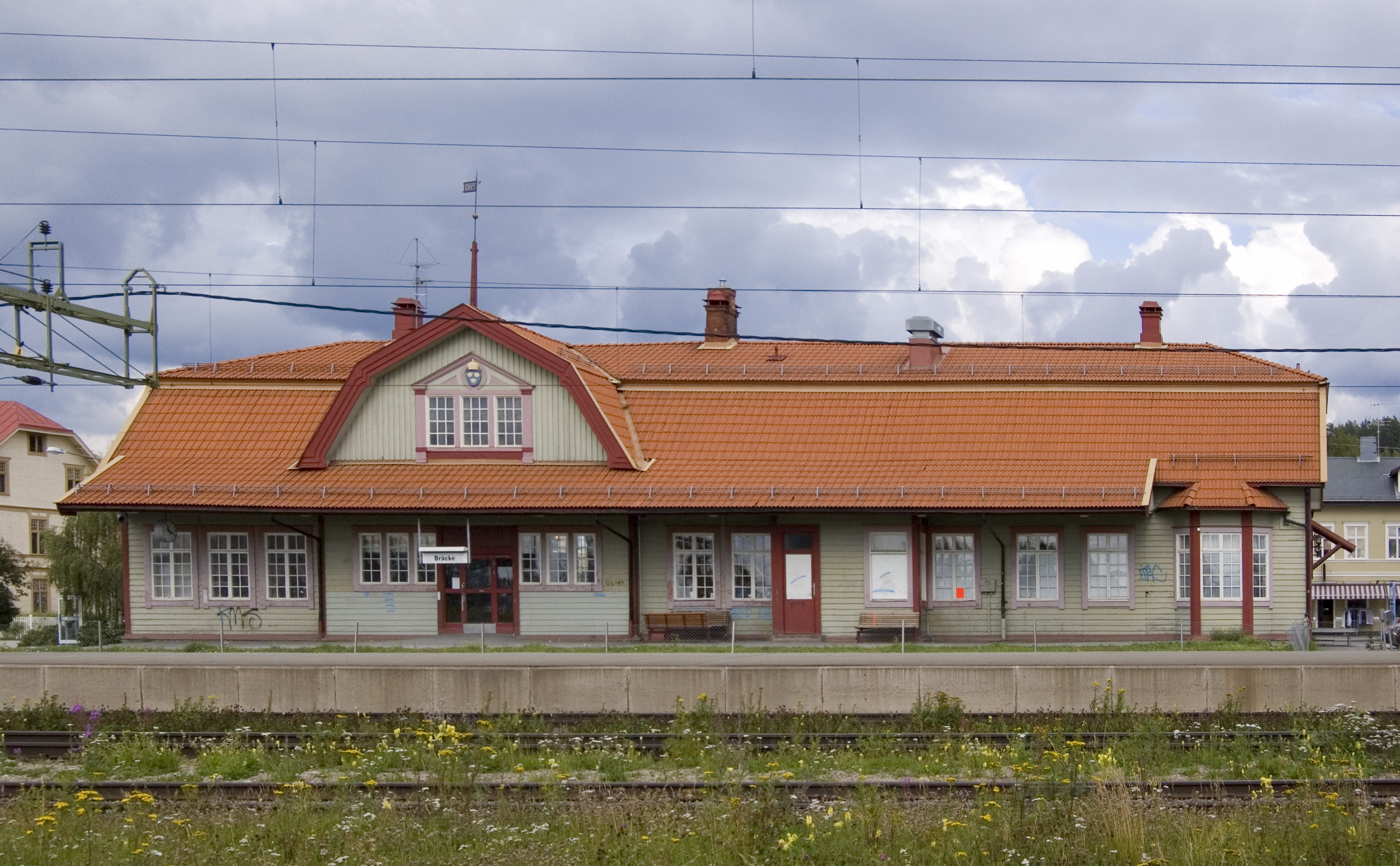
Station Bräcke

## Bron
- Historiskt om Svenska Järnvägar
- Jarnvag.net